# Edición de receptores
La edición de receptores es un proceso que ocurre durante la maduración de las células B, que forman parte del sistema inmunitario adaptativo. Este proceso forma parte de la tolerancia central para intentar cambiar la especificidad del receptor de antígeno de las células B inmaduras autorreactivas, con el fin de rescatarlas de la muerte celular programada, llamada apoptosis. Se cree que entre el 20 y el 50 % de todas las células B vírgenes periféricas se han sometido a la edición del receptor, lo que lo convierte en el método más común para eliminar las células B autorreactivas.
Durante la maduración en la médula ósea, se analiza la interacción de las células B con los antígenos propios, lo que se denomina selección negativa. Si las células B en maduración interactúan fuertemente con estos autoantígenos, mueren por apoptosis. La selección negativa es importante para evitar la producción de células B que podrían causar enfermedades autoinmunes. Pueden evitar la apoptosis modificando la secuencia de los genes V y J de la cadena ligera (componentes del receptor del antígeno) para que tenga una especificidad diferente y es posible que ya no reconozca los antígenos propios. Este proceso de cambiar la especificidad del receptor de células B inmaduras se denomina edición del receptor.